# Giovanni Pisano
Giovanni Pisano [džovanny pizáno] (asi 1250, Pisa – asi 1315, Pisa) byl italský gotický sochař a architekt, podle některých jediný skutečně gotický sochař v Itálii.

## Život a působení
Byl žákem svého otce Nikoly Pisana, jemuž pomáhal při práci na kazatelně v Sieně a na sochařské výzdobě kašny v Perugii, jinak není o jeho životě mnoho známo. Řadu dalších sochařských děl mu připsali Giorgio Vasari nebo historikové formálním rozborem.
Ottův slovník naučný ho hodnotil takto: „Úlohu mnohem více vynikající hraje v sochařství. Jakožto stavitel náleží Pisano k nejdůležitějším zástupcům gotického slohu od konce XIII. století v Italii vládnoucího a v sochařství náleží mu podobné místo jako asi Giottovi v malířství. Vynikl také jako zlatník a medailleur.“

## Dílo
- sochy světců v horním patře kašny v Perugii, 90. léta 13. století
- kazatelna v chrámu Sant'Andreas v Pistoji (1301)
- sochařská výzdoba fasády dómu v Sieně,
- kazatelna dómu (Campo Santo) v Pise (1310)
- sochy Madon:
  - Museo Pallazzo Rosso v Janově, (1313)
  - Capella degli Scrovegni v Padově, 1305-1306
  - baptisterium v Pise
  - dóm v Pratu,
- náhrobek římské královny Markéty Brabantské v Museo Sant'Agostino v Janově (1313)
- rekonstrukce dómu v Orvietu (1310–1320)

## Galerie

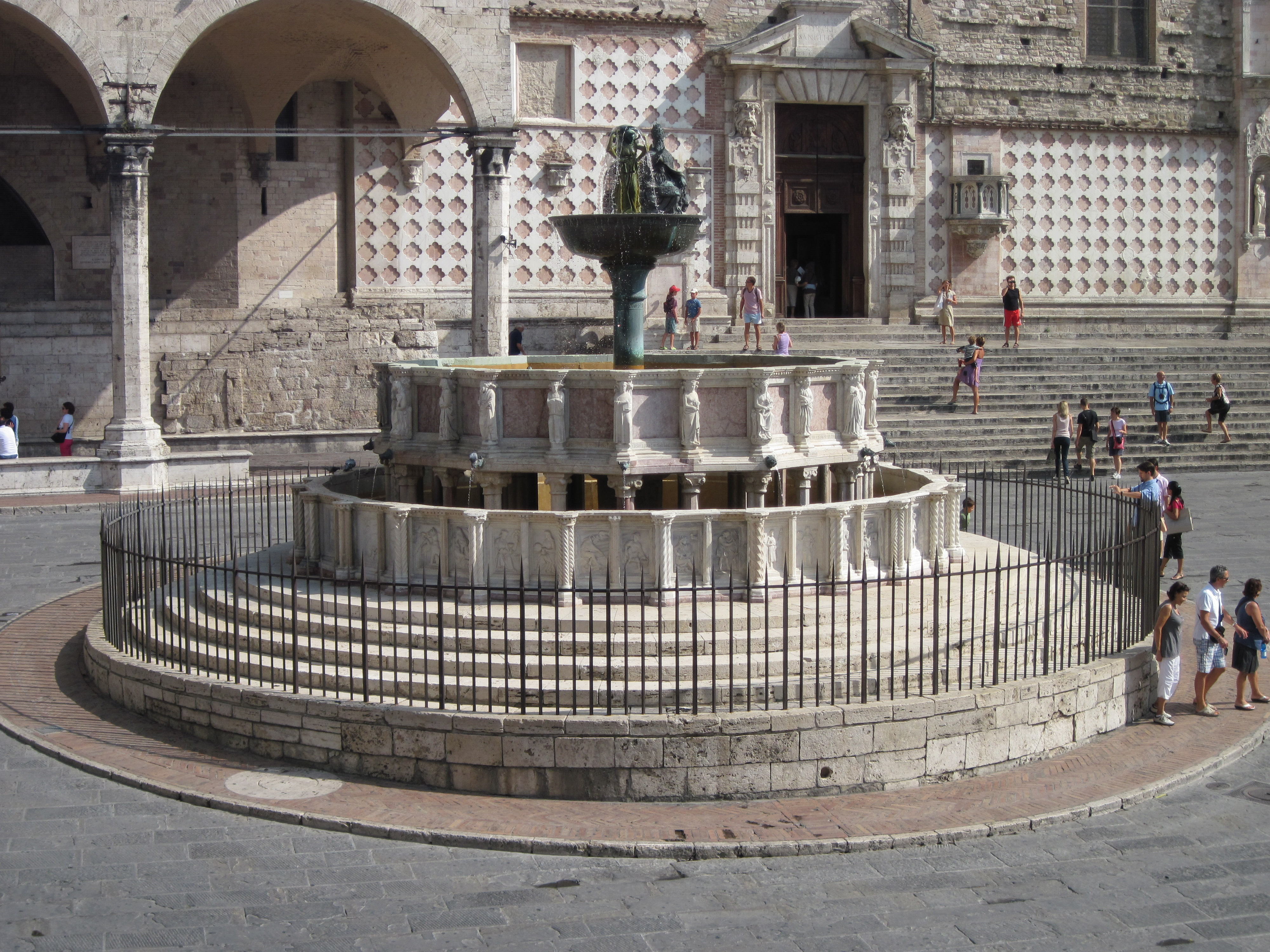
Fontána v Perugii (1278)
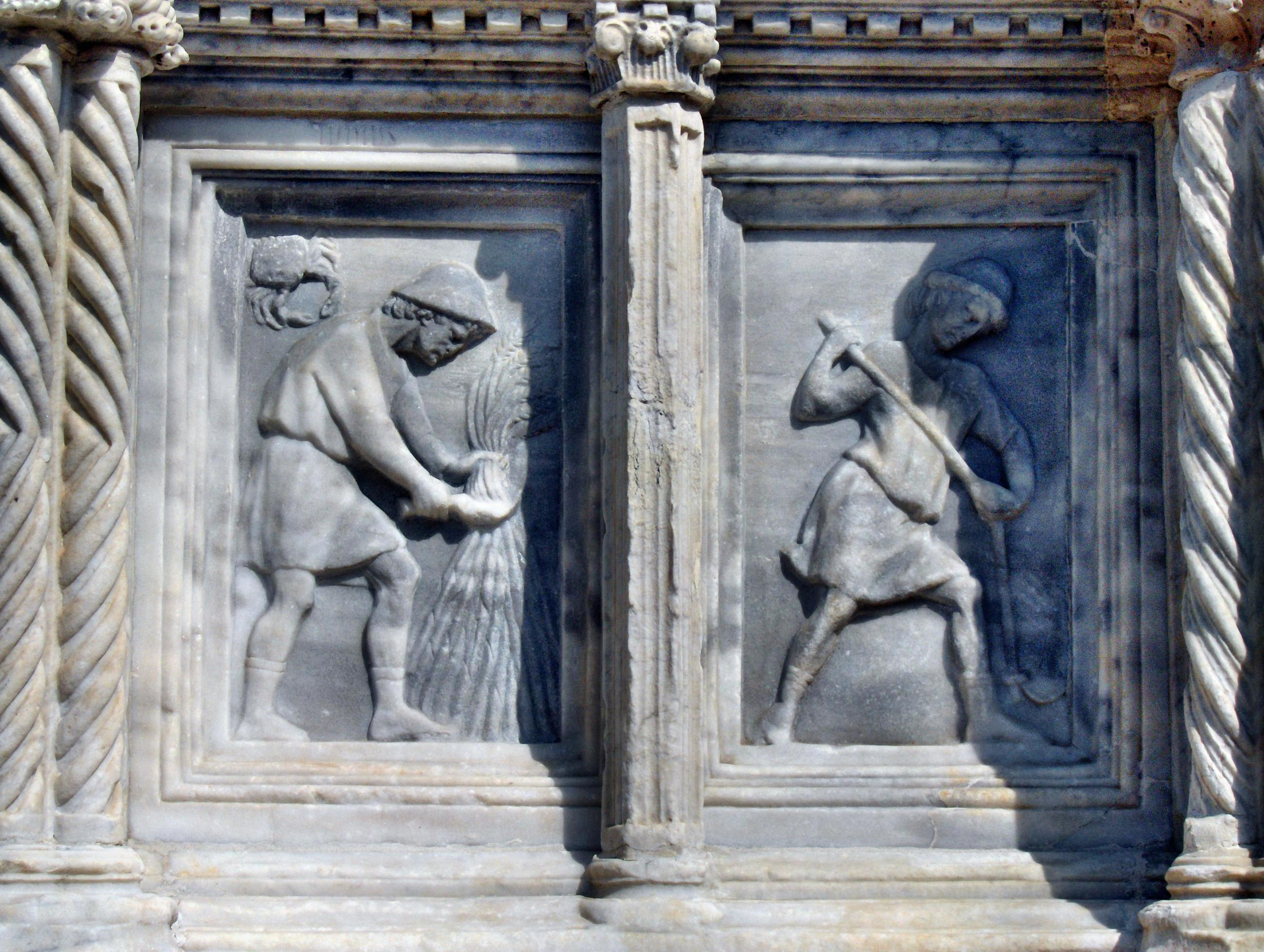
Kašna v Perugii (detail: červenec)
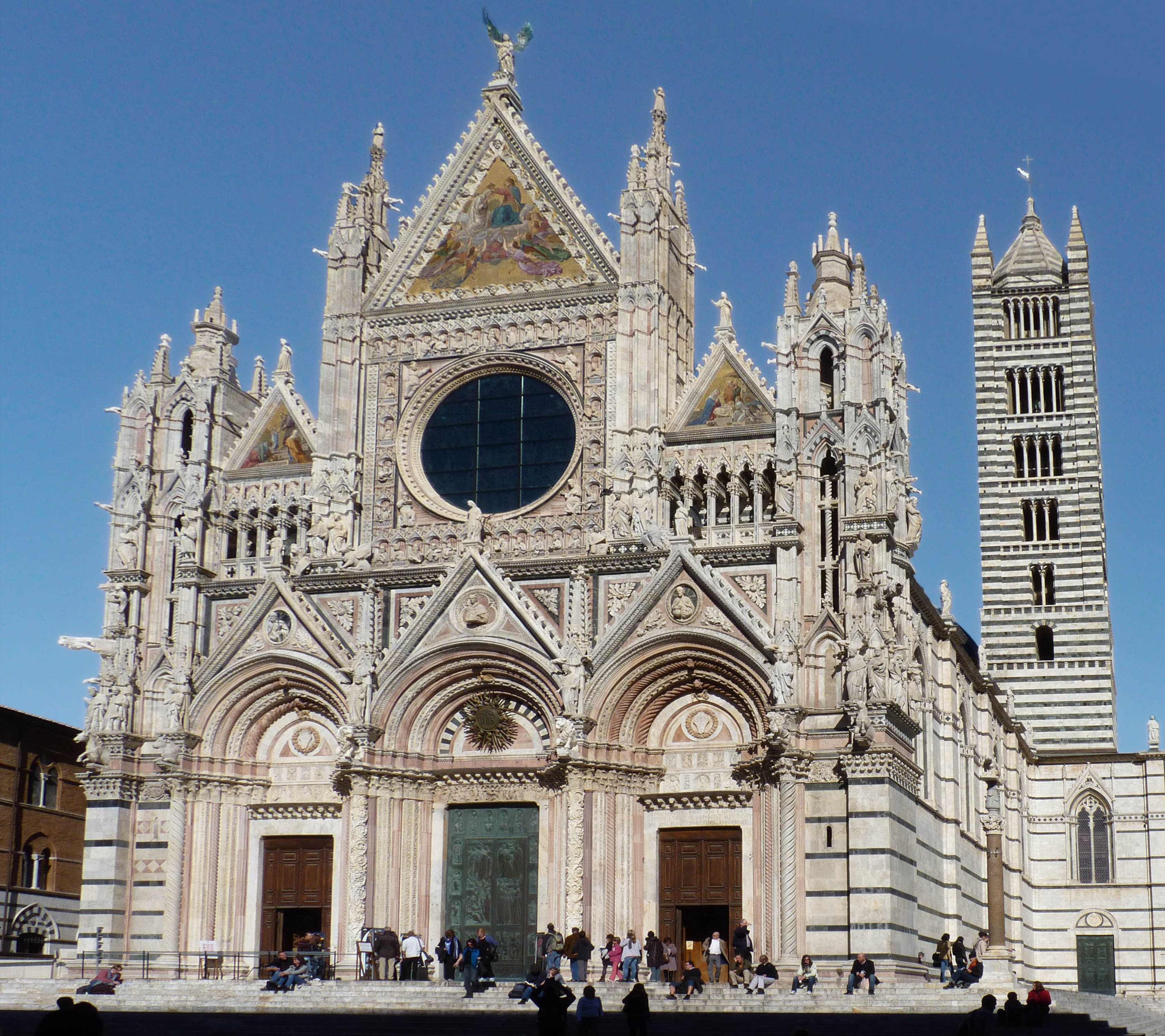
Katedrála v Sieně, průčelí (1289)
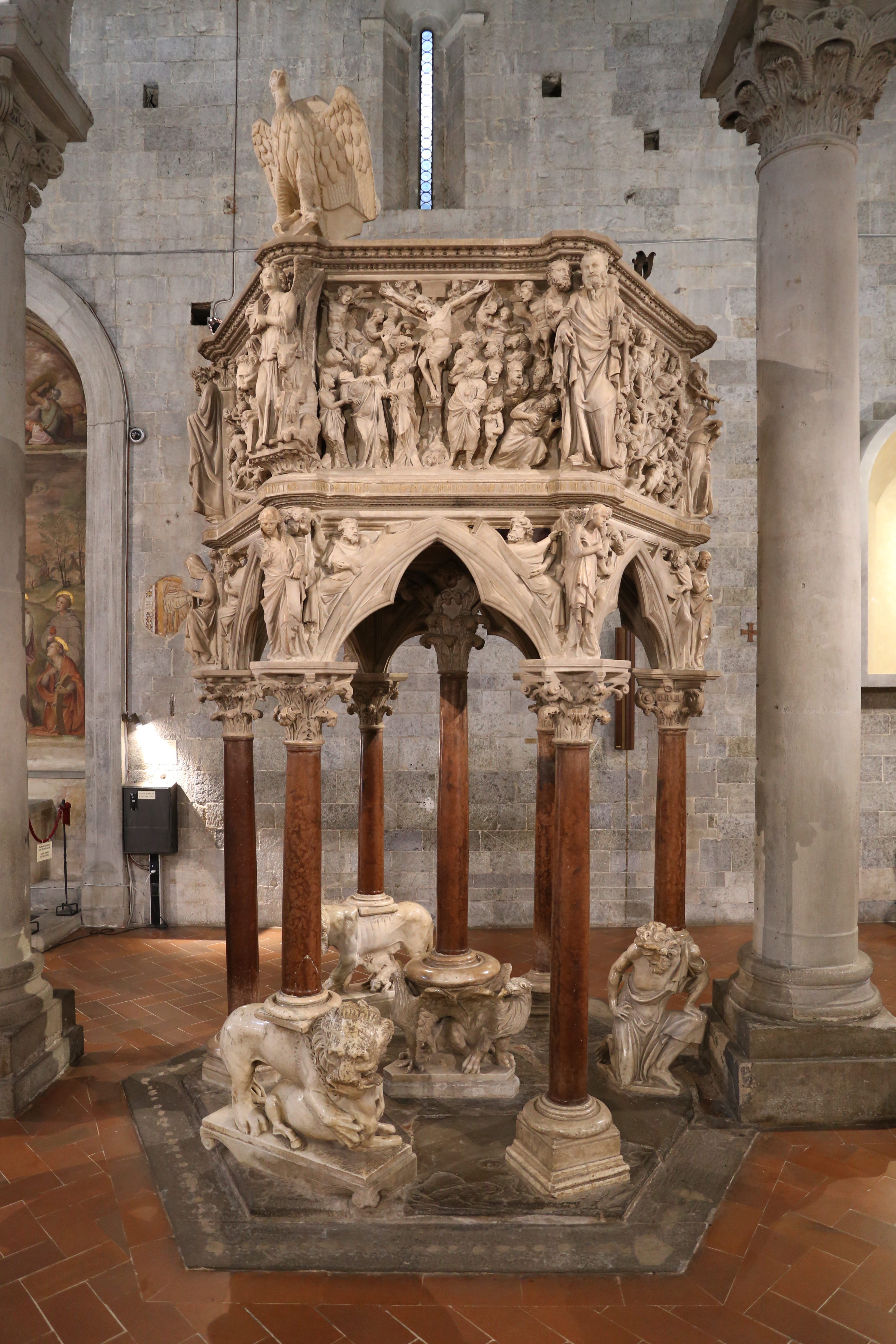
Kazatelna Pistoia, 1301
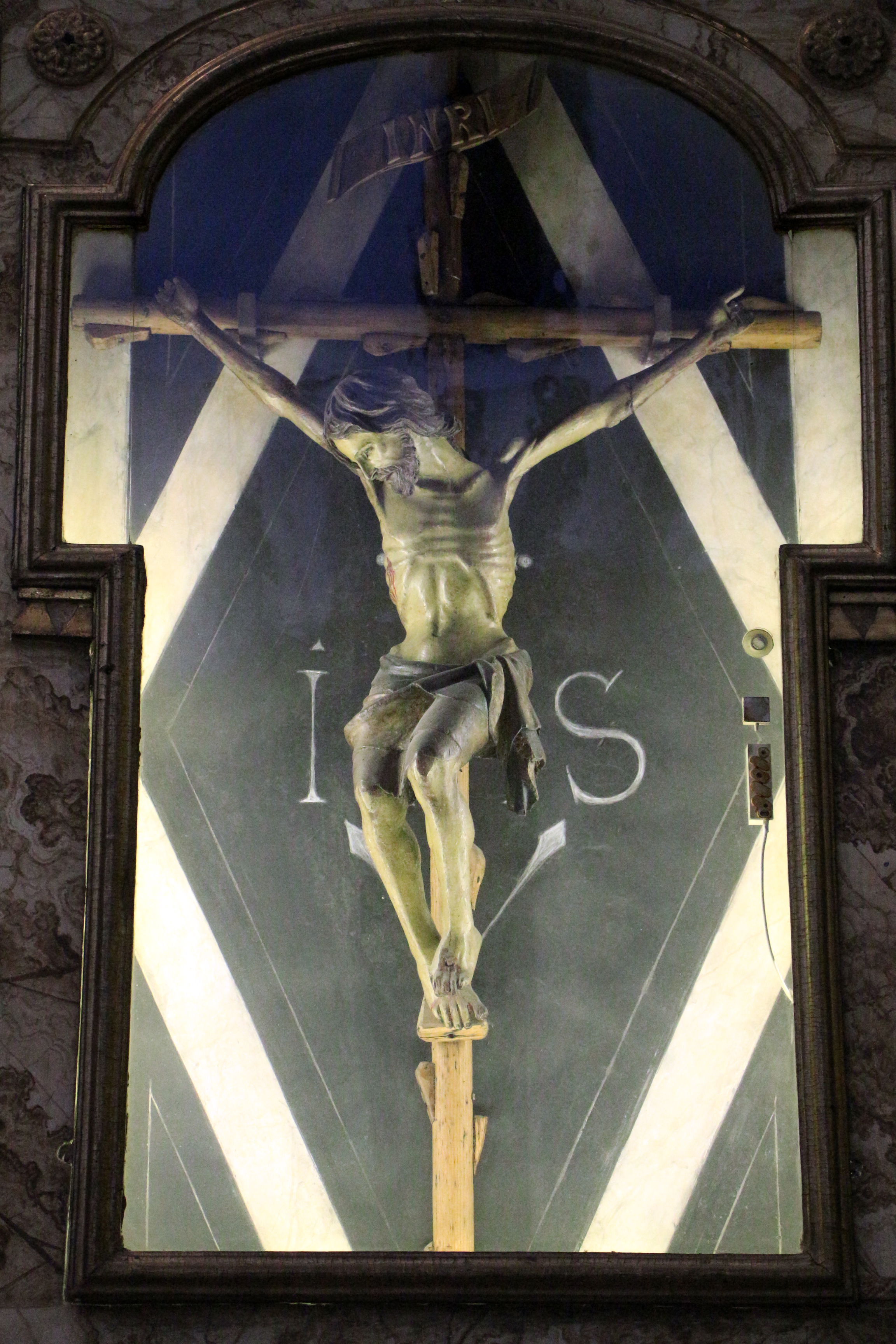
Ukřižování, Dóm v Pratu (1301- 1310)
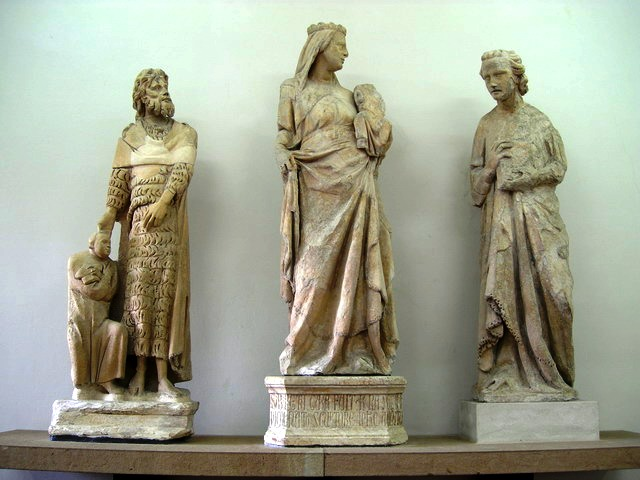
Madona se svatými Jany Křtitelem a Evangelistou, z výzdoby dómu v Sieně
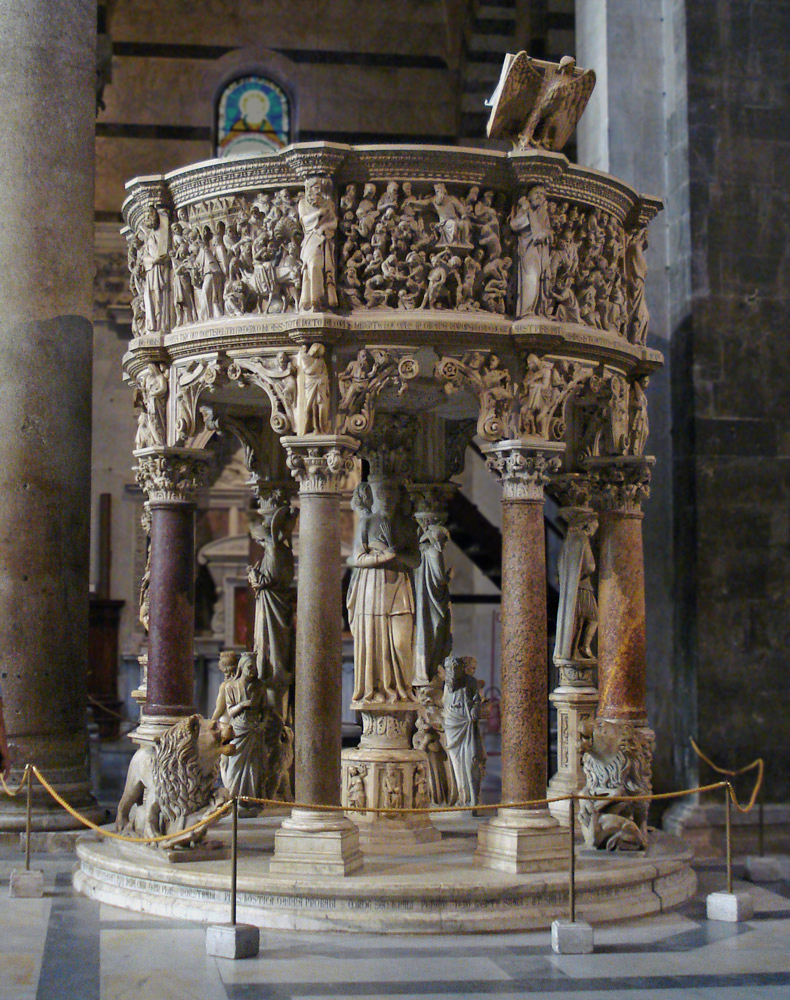
Kazatelna v Pise (1311)
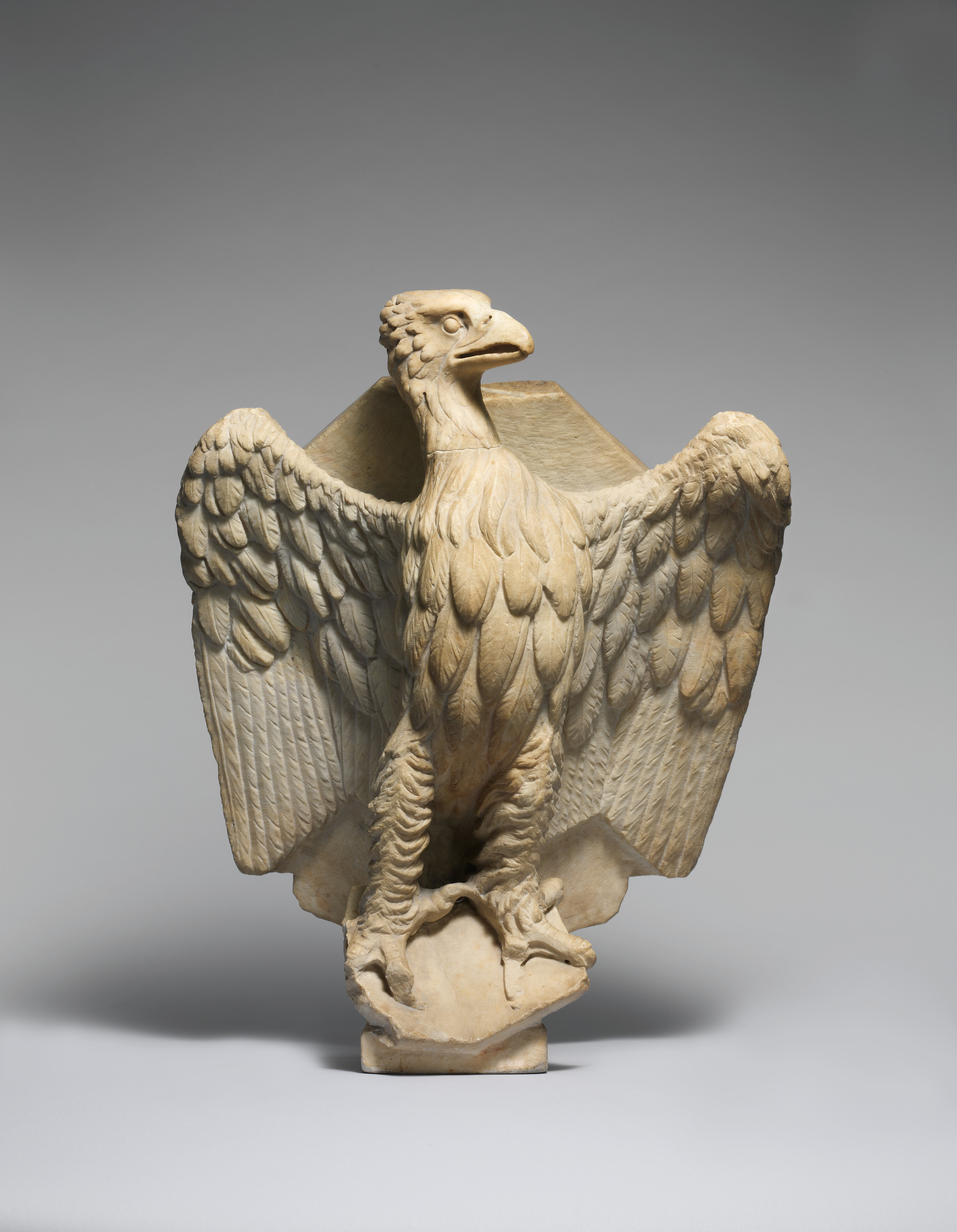
Kazatelna v Pise, symbol evangelisty Jana
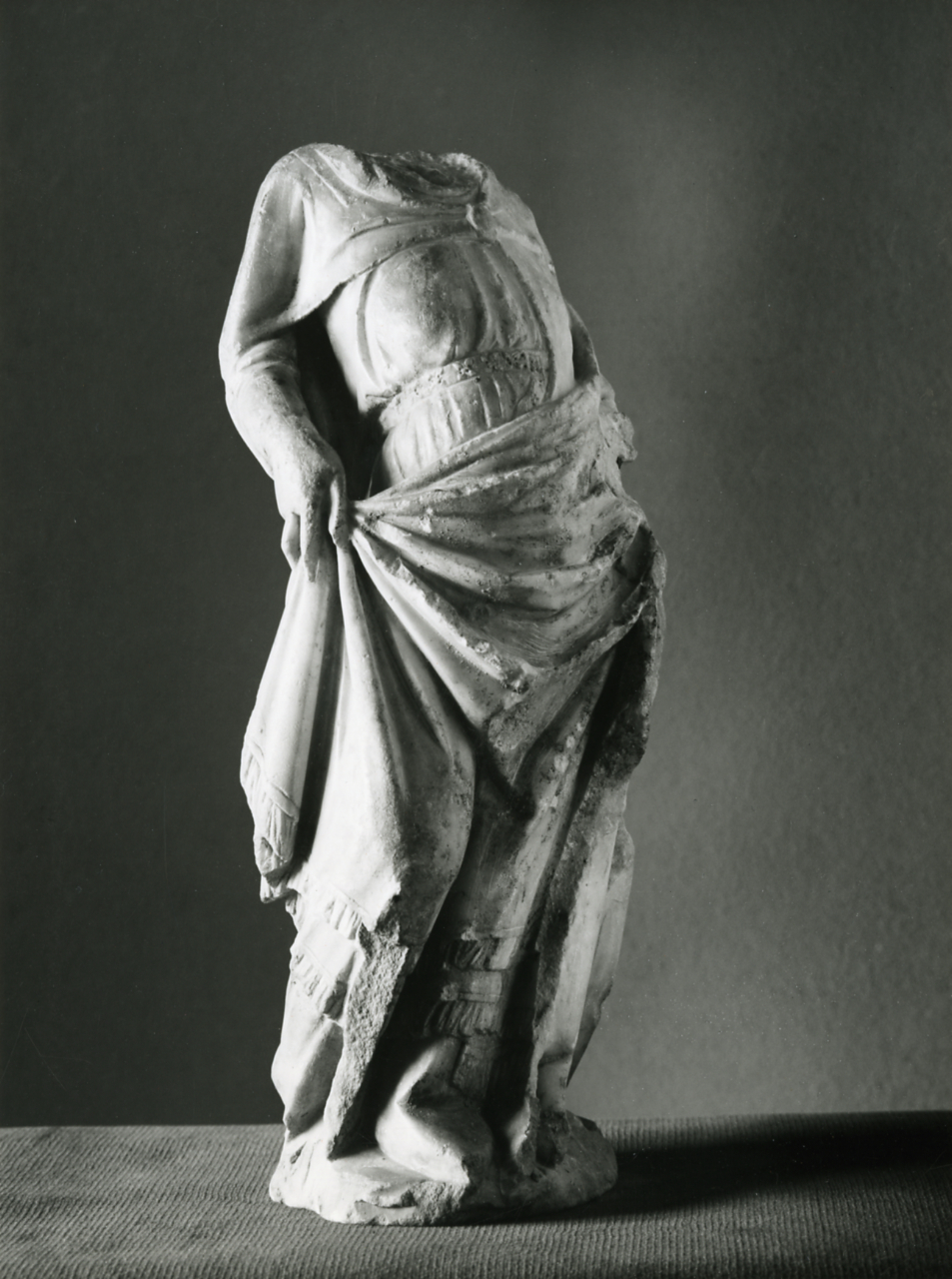
Madona nebo personifikace Ctnosti, Pallazzo Rosso, Janov, 1313